# Liste der Kulturdenkmäler in Großseifen
In der Liste der Kulturdenkmäler in Großseifen sind alle Kulturdenkmäler der rheinland-pfälzischen Ortsgemeinde Großseifen aufgeführt. Grundlage ist die Denkmalliste des Landes Rheinland-Pfalz (Stand: 21. Dezember 2021).

## Einzeldenkmäler
| Bezeichnung | Lage                   | Baujahr | Beschreibung                                                                         | Bild            |
| ----------- | ---------------------- | ------- | ------------------------------------------------------------------------------------ | --------------- |
| Schulhaus   | Am Dickenstein 17 Lage | 1928/29 | ehemalige Schule; Typenbau der Heimatschutzbewegung, 1928/29, Nebengebäude, Schulhof | Fotos hochladen |